# Drancy
Drancy település Franciaországban, Seine-Saint-Denis megyében. Lakosainak száma 71 312 fő (2022. január 1.). Drancy Le Bourget, Bobigny, La Courneuve, Le Blanc-Mesnil és Bondy községekkel határos.

## Fekvése
Párizstól északkeletre fekvő település.

## Története
A város neve a középkori latin Derenciacum korábban Terentiacum névalakból származik, jelentése  "Terentius birtoka", aki gall-római földbirtokos volt.
A 17. században, Drancy kétfelé vált: Drancy le Grand és Petit Drancy-ra. Ma párizsi villanegyed áll az egykori falucska helyén.

## Galéria

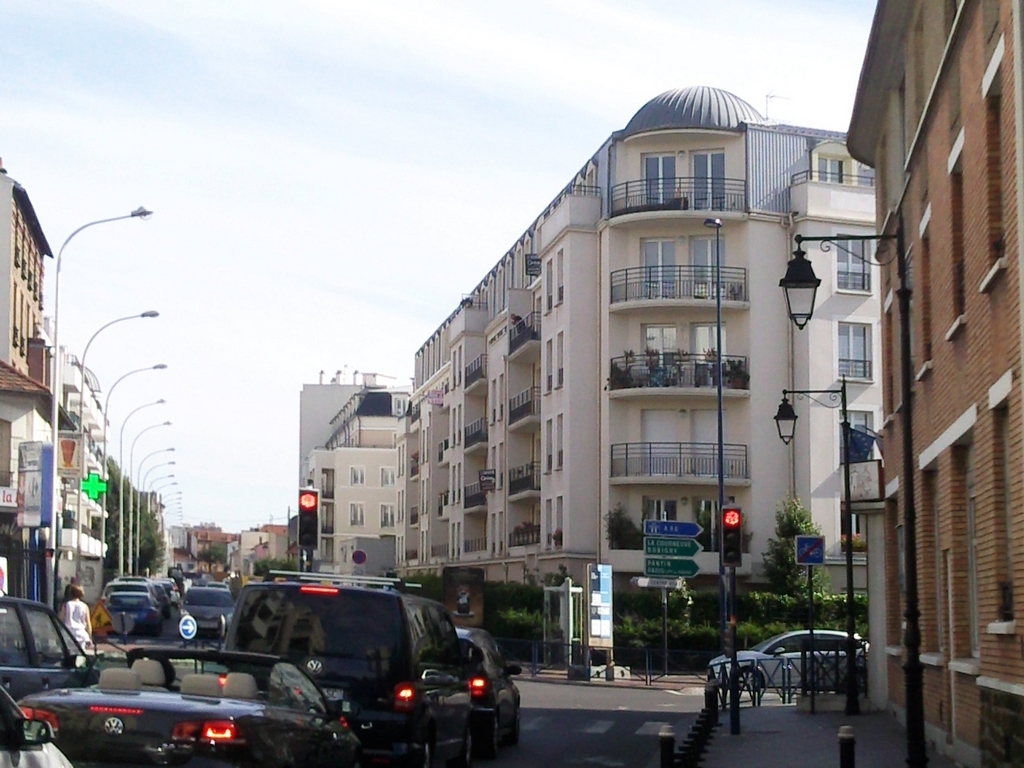
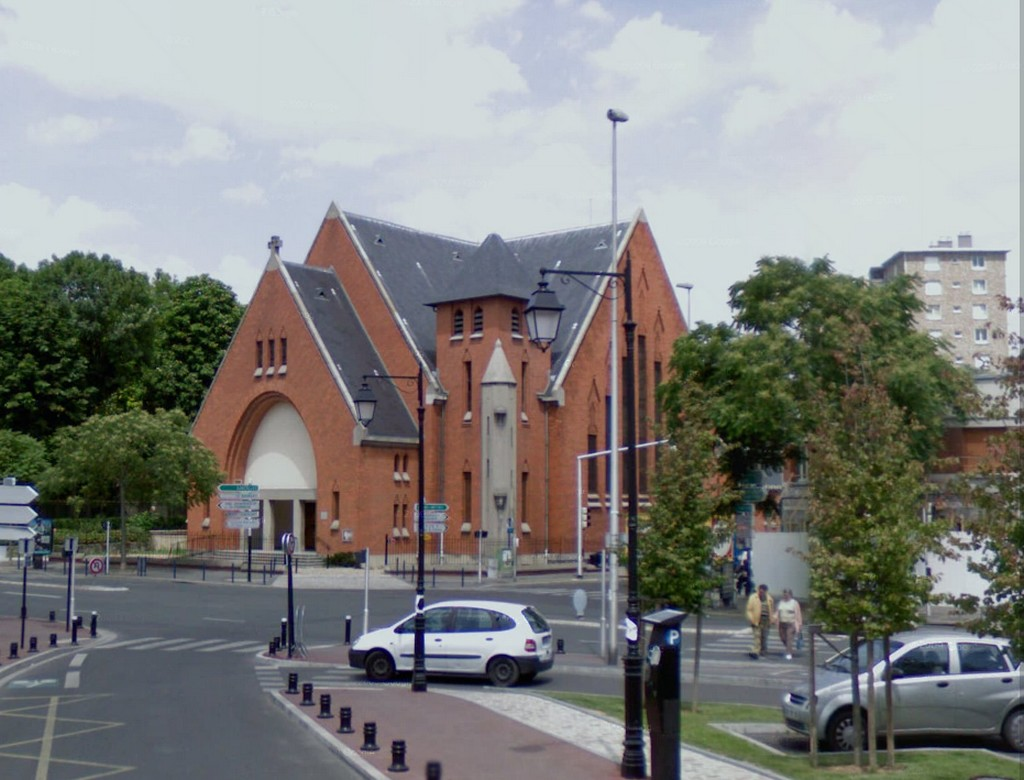
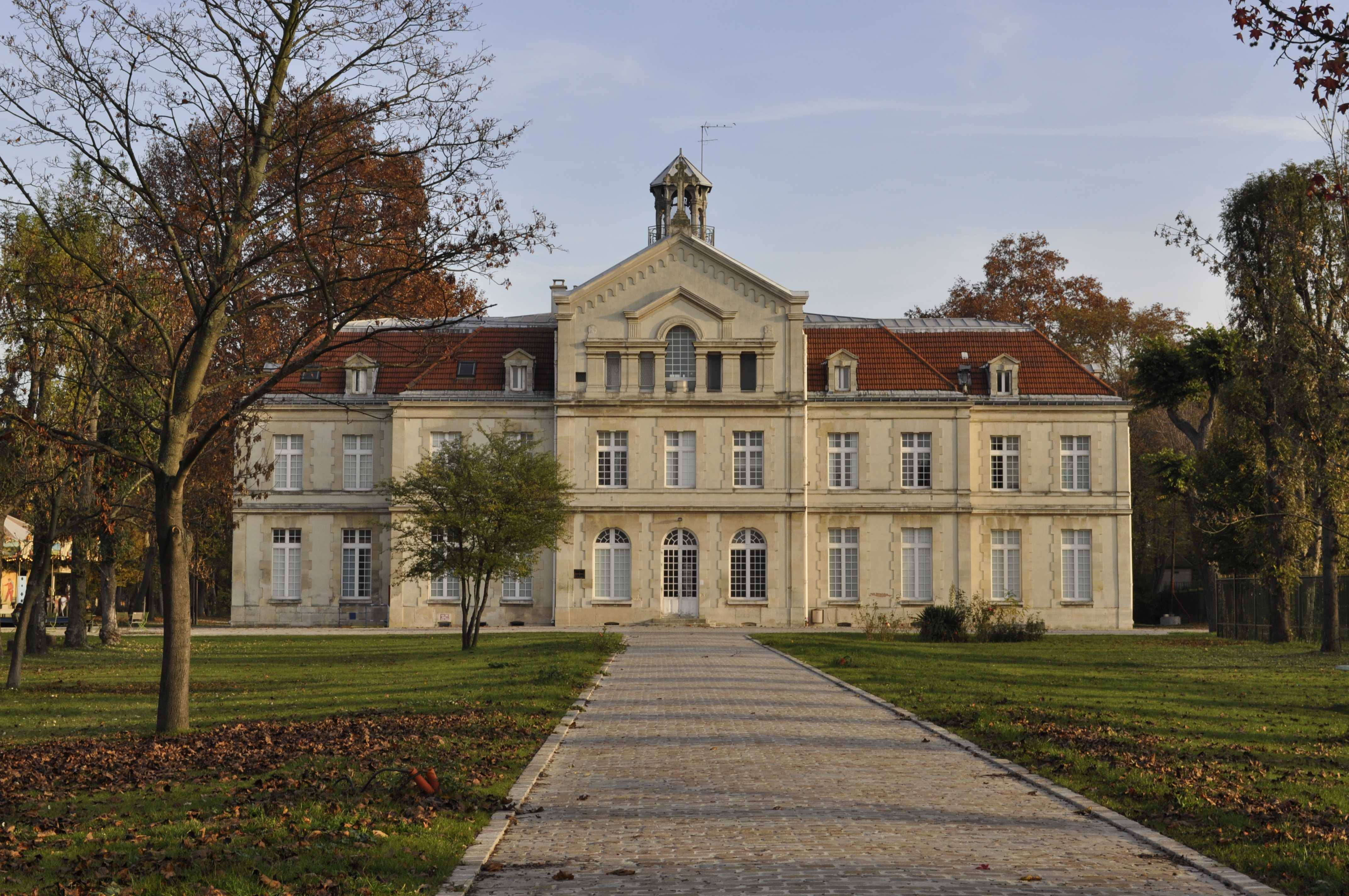
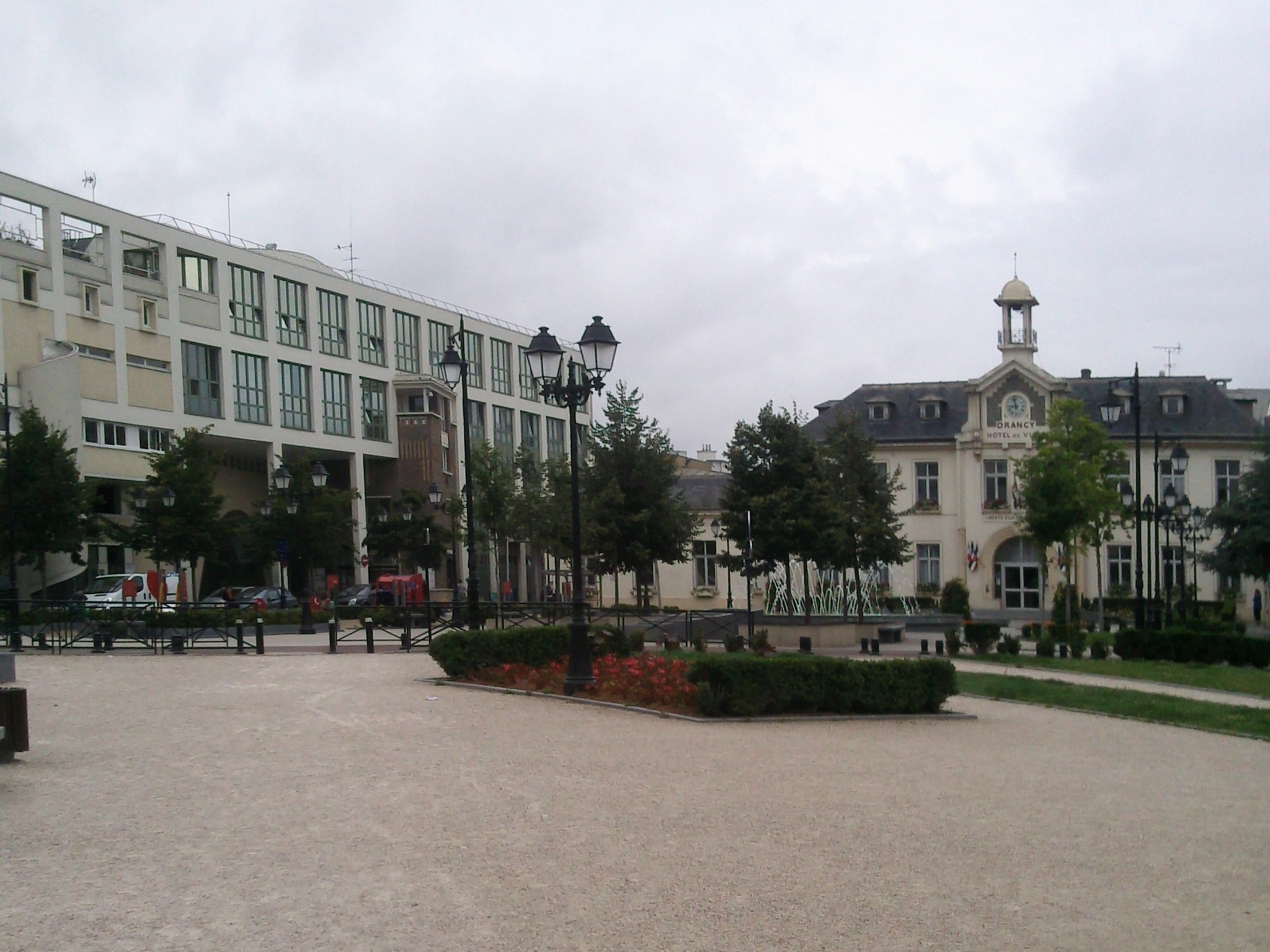
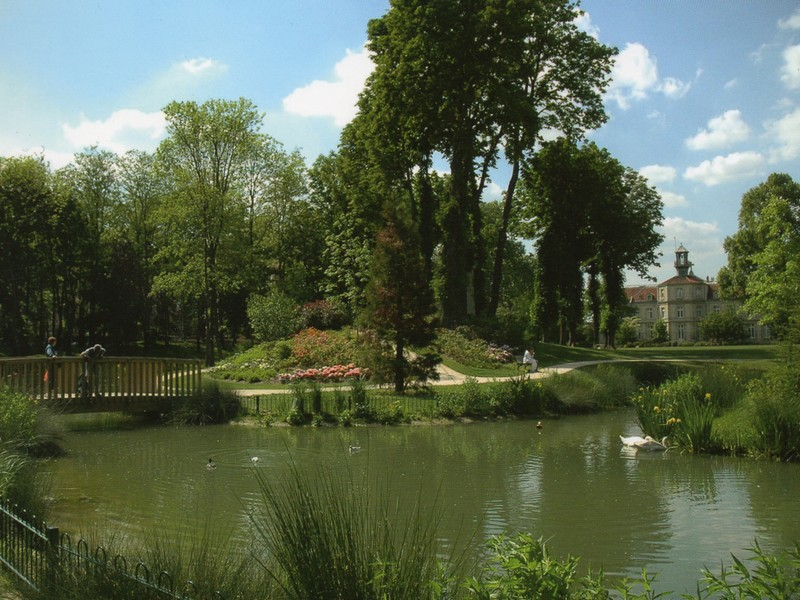
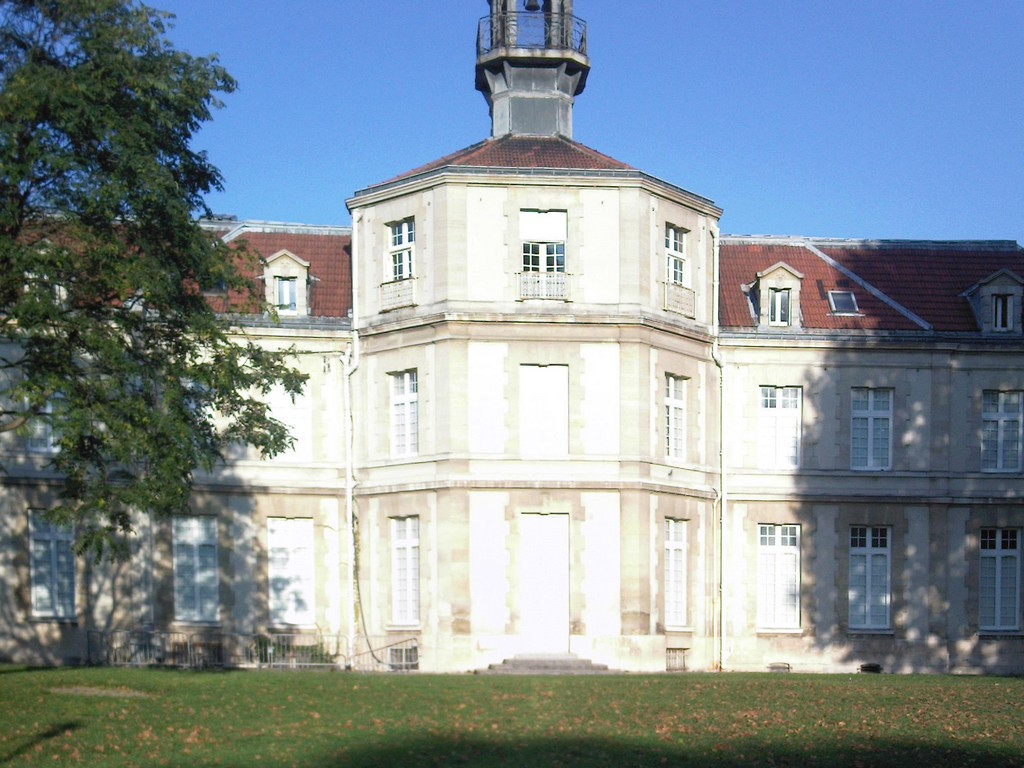
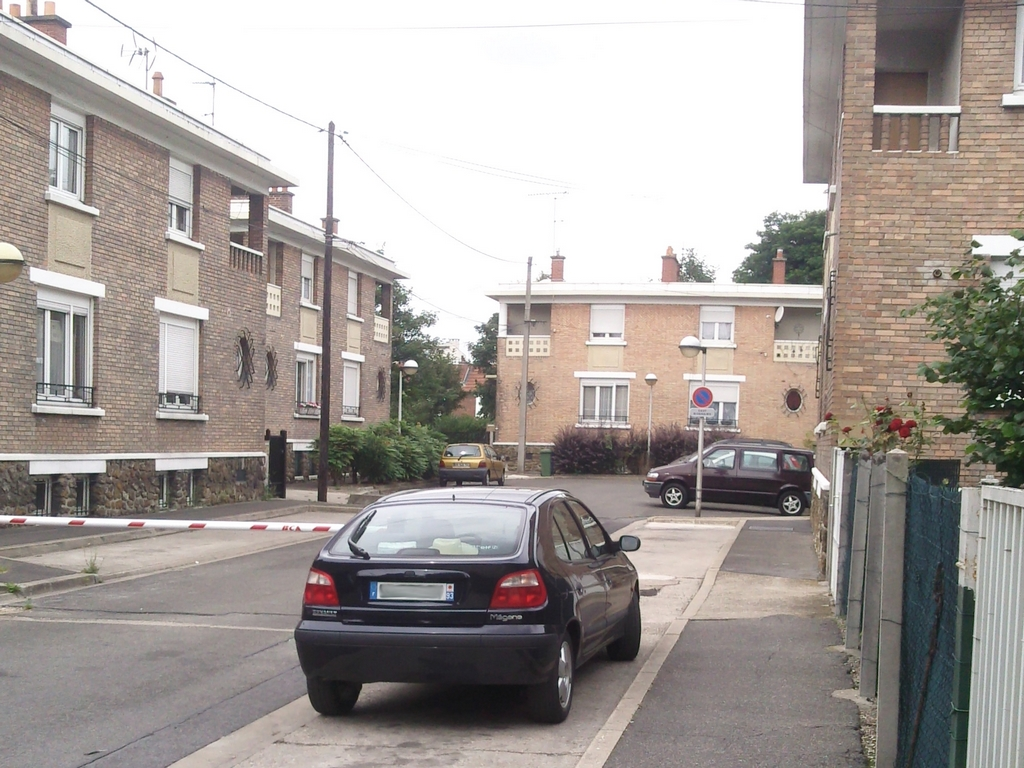
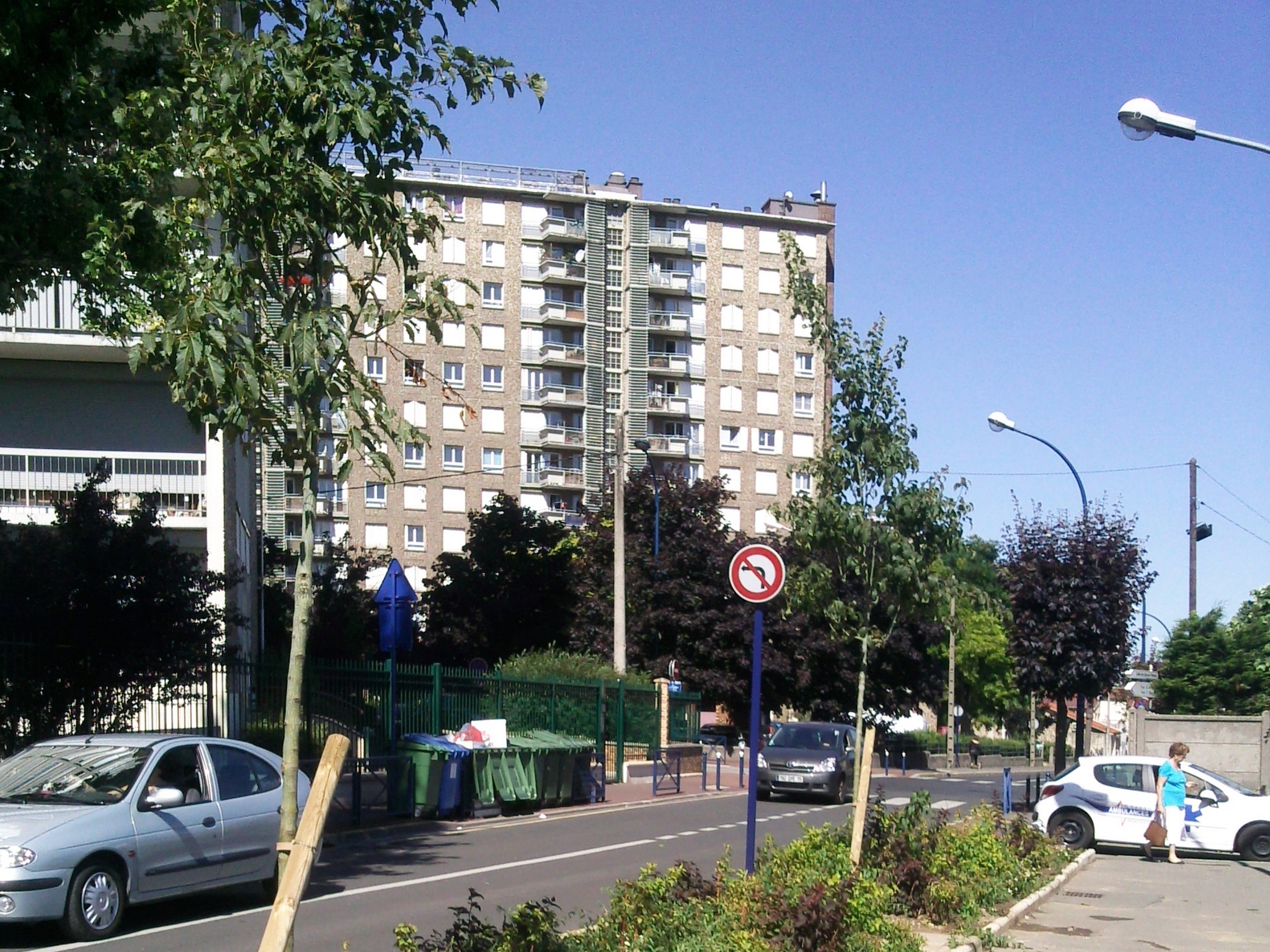
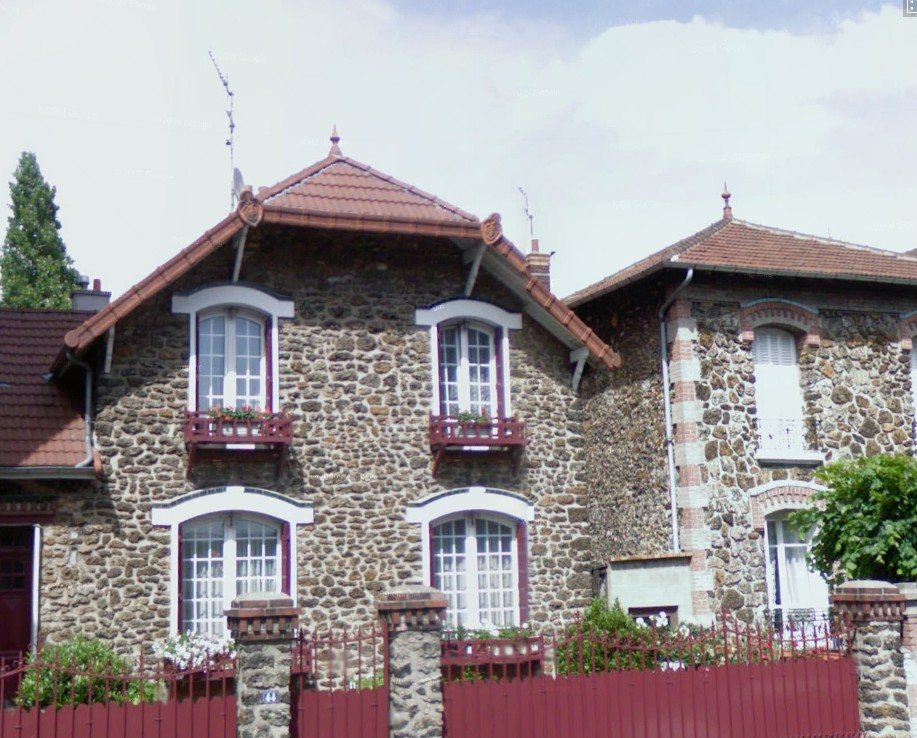